# Mausoleo di Qin Shi Huang
Il mausoleo del primo imperatore Qin (秦始皇陵S, Qín ShǐhuánglíngP) è il più importante sito archeologico della Cina. Si trova vicino a Xi'an, nella provincia Shaanxi, e si compone di un esteso complesso funerario progettato alla maniera della capitale imperiale di Xianyang, con una "città interna", occupante un'area di 2,5 km, ed una "città esterna", occupante un'area di 6,3 km. I lavori per la sua realizzazione durarono dal 246 a.C. al 208 a.C.
La camera funeraria di Qin Shi Huang, non ancora portata alla luce, sarebbe così profonda da attraversare tre livelli di falde acquifere, con pareti in bronzo e circondata da fiumi di cinabro, cioè solfuro di mercurio che, per la filosofia taoista, sarebbe un attivatore energetico per l'immortalità. Ad oggi, gli scavi archeologici hanno portato alla luce diversi complessi secondari tra cui quello ospitante il famoso esercito di terracotta che l'imperatore volle come armata da portare con sé nell'Aldilà.

## Storia

### Realizzazione
Secondo la testimonianza dello storico cinese Sima Qian, nato un secolo dopo la costruzione del mausoleo, l'erigenda fu un vero e proprio affare di stato, al quale presero parte oltre 700.000 prigionieri nel corso di quasi 40 anni di lavoro. 
Il Secondo Imperatore disse: «Sarebbe inappropriato che le concubine del vecchio imperatore che non hanno avuto figli siano rimesse in libertà». Ordinò perciò che fossero messe a morte e molte ne morirono. Dopo il funerale, venne suggerito che sarebbe stato un grave pericolo se gli artigiani che avevano realizzato i macchinari e contemplato i tesori avessero diffuso questi segreti. Così, terminato il rito funebre e messo al sicuro il tesoro, il passaggio interno venne bloccato ed il cancello esterno chiuso, intrappolando all’interno gli operai e gli artigiani. Nessuno poté scappare. Alberi e vegetazione vennero poi piantati sul tumulo per camuffarlo acciocché sembrasse una collina.»
(Sima Qian, Shiji, Chapter 6.)
D'altra parte, quella dell'immortalità era una vera e propria ossessione dell'imperatore Qin Shi Huang. Il monarca, in età matura, era solito prestare orecchio a tutti i sicofanti che gli promettevano pozioni d'immortalità. Per ben tre volte aveva visitato l'Isola di Zhifu nei suoi pellegrinaggi alle Montagne dell'Immortalità ed in due occasioni aveva finanziato le spedizioni del mago di corte Xu Fu alla ricerca della mistica isola-montagna di Penglai ove avrebbe dovuto trovare l'elisir di lunga vita (dall'ultima spedizione, il mago e i suoi seguaci non fecero più ritorno, con buona probabilità poiché temevano l'ira del tiranno scontento). Non stupisce dunque che abbia profuso tante attenzioni e sperperato tante risorse per la realizzazione della sua ultima dimora.
Nel 206 a.C., alla caduta della Dinastia Qin, il mausoleo venne saccheggiato dalle truppe del generale Xiang Yu. Il Sancta Sanctorum del vecchio tiranno non venne però violato.

### Storia degli scavi

Lo scopritore del mausoleo, il contadino Yang Zhifa.

Il mausoleo del Primo Imperatore è rimasto inviolato per secoli, dopo i torbidi che segnarono il passaggio dal dominio dei Qin a quello degli Han.
Trasformato in una collina dalla volontà del Secondo Imperatore, il complesso funebre divenne una celebre meta di passaggio per gli occidentali che iniziarono a visitare in modo sempre più massiccio la Cina a partire dalla fine del XIX secolo. Il poeta ed archeologo francese Victor Segalen lasciò una dettagliata descrizione del sito durante la sua seconda spedizione in Cina nel 1914.
Le ricerche archeologiche vere e proprie, a Xi'an, cominciarono solo negli anni settanta. Nel marzo 1974, uomini del villaggio di Xiyang erano intenti a scavare un pozzo. Del gruppo, fu il contadino Yang Zhifa a rinvenire, a due metri di profondità, punte di freccia in bronzo, frammenti di una statua di terracotta (il primo dei guerrieri di terracotta ad essere ritrovato) e bricchi. Zhifa si disinteressò alla terracotta e rivendette il bronzo per 2 yuan ad un agente commerciale, mentre i suoi compaesani si impossessarono dei bricchi per riutilizzarli. Un responsabile dei lavori idraulici giunto al villaggio, Fang Shumiao, convinse i paesani a raccogliere i reperti trovati e a venderli alla direzione culturale distrettuale. Zhifa riuscì a questo punto ad ottenere 10 yuan di ricompensa per due carretti pieni di cocci di terracotta che si rivelarono essere statue dei guerrieri di Qin Shi Huang Di. Il responsabile culturale distrettuale, Zhao Kangmin, visitò allora il villaggio, raccogliendo tutti i reperti che erano stati rinvenuti. Nel maggio 1974, una squadra di archeologi di Shaanxi iniziò gli scavi di quella che sarebbe diventata nota come la "Fossa 1", quella contenente il maggior numero di soldati di terracotta. Nel maggio del 1976 vennero cominciati gli scavi della "Fossa 2" e nel luglio quelli della "Fossa 3". Nel 1979 venne realizzata la prima delle paratie difensive intorno alle fosse, mentre il raggio delle ricerche archeologiche si allargava.
Partendo dalla fortuita scoperta di Zhifa e compagni, il Governo Cinese avviò scavi che portarono, al 2008, al rinvenimento di oltre seicento fosse contenenti i più svariati cimeli: statue di guerrieri e cavalli, carri da guerra, statue e armi in bronzo, manufatti ed utensili d'uso quotidiano.
Nel 1987 il mausoleo dell'imperatore Qin Shi Huang Di è stato inserito nell'elenco dei Patrimoni dell'umanità dell'UNESCO. Ad oggi, gli scavi in quest'enorme complesso di 56.000 metri-quadri sono ancora in corso.

## Descrizione

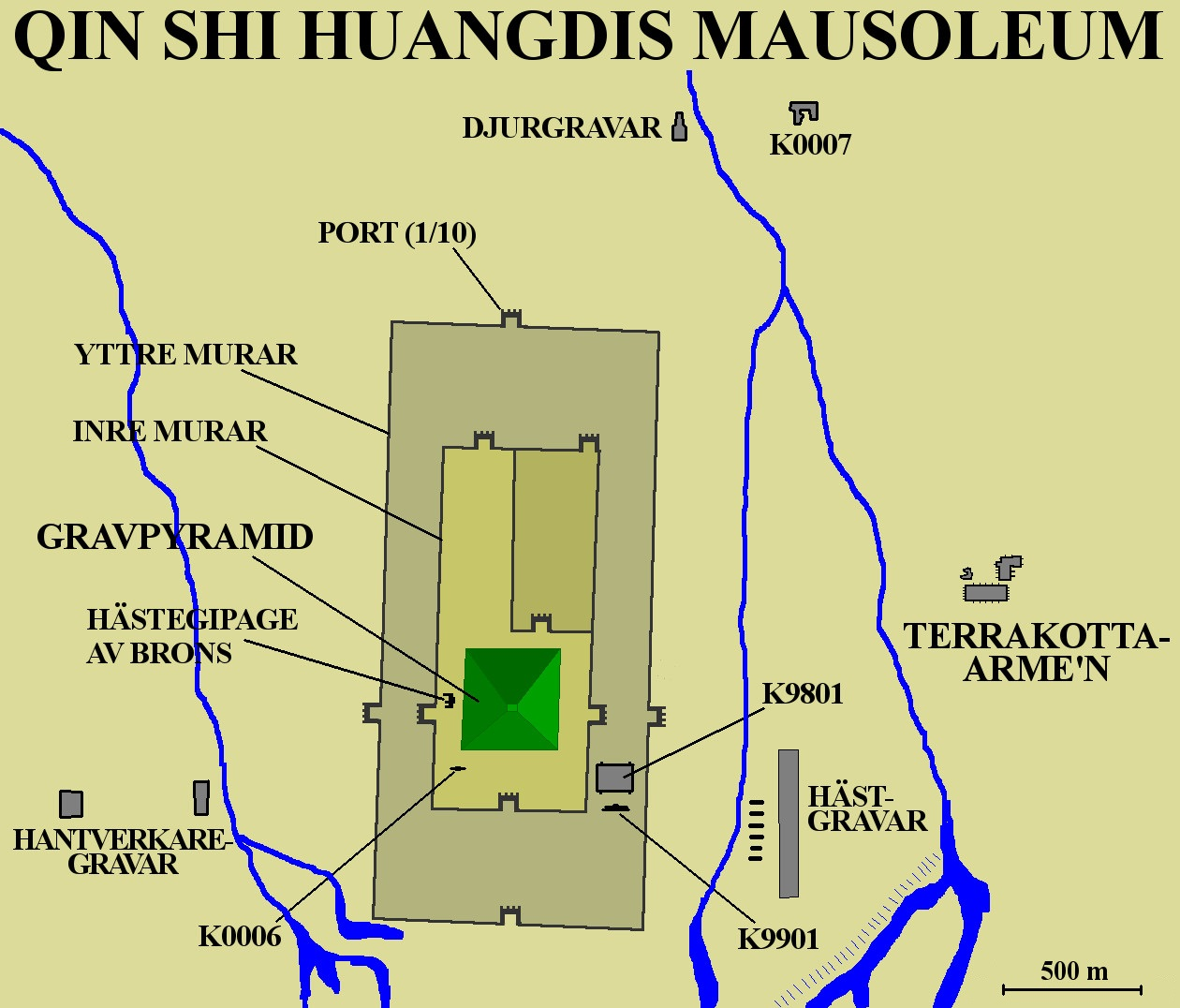
Planimetria del complesso archeologico del mausoleo di Xi'an.

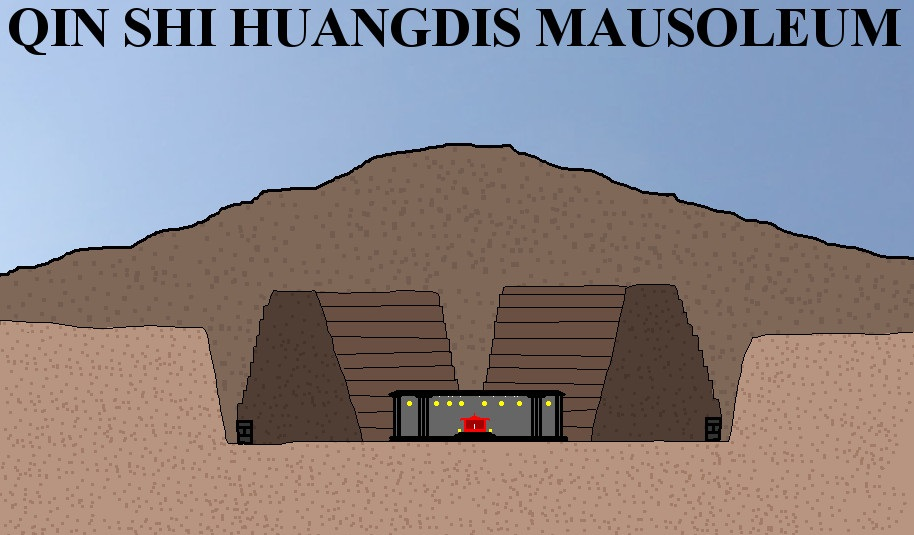
Alzato del mausoleo con la piramide a gradoni ed il sepolcro dell'Imperatore

L'enorme complesso sepolcrale voluto da Qin Shi Huang si articola come una vera e propria "città dei morti" che consegna all'Eternità il microcosmo nel quale il monarca ha vissuto. Oltre al mausoleo vero e proprio, ispirato alla capitale imperiale Qin di Xianyang e cioè diviso in una "Città Esterna" ed una "Città Interna", diversi complessi sepolcrali secondari (dei quali il sepolcro-caserma dell'Esercito di terracotta è il più celebre) coprono un'area complessiva di 56 chilometri quadrati. Il mausoleo dunque, come il più precedente complesso imperiale cinese, la Città Proibita che si divide, al proprio interno, in una parte esterna ed una parte interna ed era esternamente circondata dalla struttura fortificata della città di Pechino, era solo il sancta sanctorum del sito.
A nord della necropoli sono stati rinvenuti i resti dei Giardini Imperiali, con statue di uccelli acquatici in bronzo. Ad ovest è stata rinvenuta la necropoli realizzata all'uopo per i vari operai morti durante la costruzione dei lavori. Sono stati rinvenuti i resti di un sepolcro-stalla contenenti i resti dei cavalli imperiali. Nel 2012 sono stati rinvenuti i resti di un palazzo imperiale di 692x250 metri comprendente 18 edifici secondari ed un edificio principale.

### La piramide
Il sepolcro del Primo Imperatore è circondato da una struttura piramidale tronca a gradoni su cui il Secondo Imperatore fece ammassare terriccio trasformandola in un tumulo. Secondo Sima Qian, tale struttura era stata progettata con altezza di 115 metri e base di 520x520 metri (a titolo di confronto, si consideri che l'altezza progettuale della Piramide di Cheope era di circa 147 metri). Le valutazioni attuali, falsate dalle asperità del terreno (inficianti le rilevazioni), fissano però un'altezza di circa 51 metri e 345x350 metri di base. Si ritiene però plausibile che questa grossa discrepanza tra il dato reale e quanto tramandato da Sima Qian sia dovuto alle varie interruzioni dei lavori al mausoleo durante il regno di Qin Shi Huang.

### Il sepolcro imperiale
Ad oggi, gli archeologi cinesi non hanno ancora violato la tomba di Qin Shi Huang. Parimenti, non vi sono prove che razziatori di qualunque genere siano mai riusciti a fare lo stesso.
Rilevazioni geo-archeologiche effettuate sul tumulo hanno raccolto abbastanza dati per confermare alcune delle asserzioni di Sima Qian.

Il terreno del tumulo ha elevati livelli di mercurio. Il contenuto medio di mercurio nei campioni di terreno prelevati dalla piramide è circa otto volte superiore al normale. Nelle zone a più alta concentrazione, il livello è di circa cinquanta volte superiore al normale. Degno di nota è che la distribuzione delle zone ad altissimo livello di mercurio disegnano una mappa, seppur approssimativa, del sistema idrico dell'impero Qin. La presenza del mercurio non è affatto insolita nelle antiche tombe cinesi ma mai in concentrazioni che si avvicinano a quelle riscontrate nella tomba di Qin Shi Huangdi.

### La necropoli
Il complesso della necropoli circonda la piramide ed il sottostante sepolcro con una doppia cinta muraria, creando la divisione tra Città-Interna e Città-Esterna tipica dei complessi residenziali imperiali cinesi. Le mura sono alte circa 10 metri ed aperte da dieci porte larghe 70 metri.
Nello spazio compreso tra le due cinte sono stati rinvenuti pozzi sepolcrali contenenti statue in bronzo di cortigiani, concubine e giullari.

### L'esercito di terracotta
Due chilometri ad ovest rispetto alla piramide a gradoni venne realizzato un tumulo contenente le fosse contenenti l'esercito simbolico che l'imperatore volle portare con sé nell'Aldilà. Ad oggi, gli scavi e l'opera dei restauratori hanno riconsegnato all'Umanità oltre 8000 statue di guerrieri, 18 carri da guerra (riproduzione in scala 1/2) e 100 statue di cavalli. Il numero complessivo dei reperti, distrutti dal crollo della "caserma-sepolcro" che avrebbe dovuto proteggerli dalle intemperie, si ritiene possa superare le 10.000 unità.
L'esercito di terracotta è una riproduzione incredibilmente fedele delle forze armate cinesi nel tardo periodo dei regni combattenti: guerrieri coperti da armatura a scaglie, armati di lancia, spada, arco e balestra, distribuiti tra forze di fanteria (supportata da carri per gli ufficiali e gli arcieri) e di cavalleria.

## Nella cultura di massa

### Letteratura
- Il libro di Matilde Asensi Tutto sotto il cielo è incentrato sulla scoperta di questo mausoleo.

### Cartoni animati
- L'episodio 34 della serie televisiva Filmation's Ghostbusters è incentrato su questo antico mausoleo.

Mausoleo di Qin Shi Huang
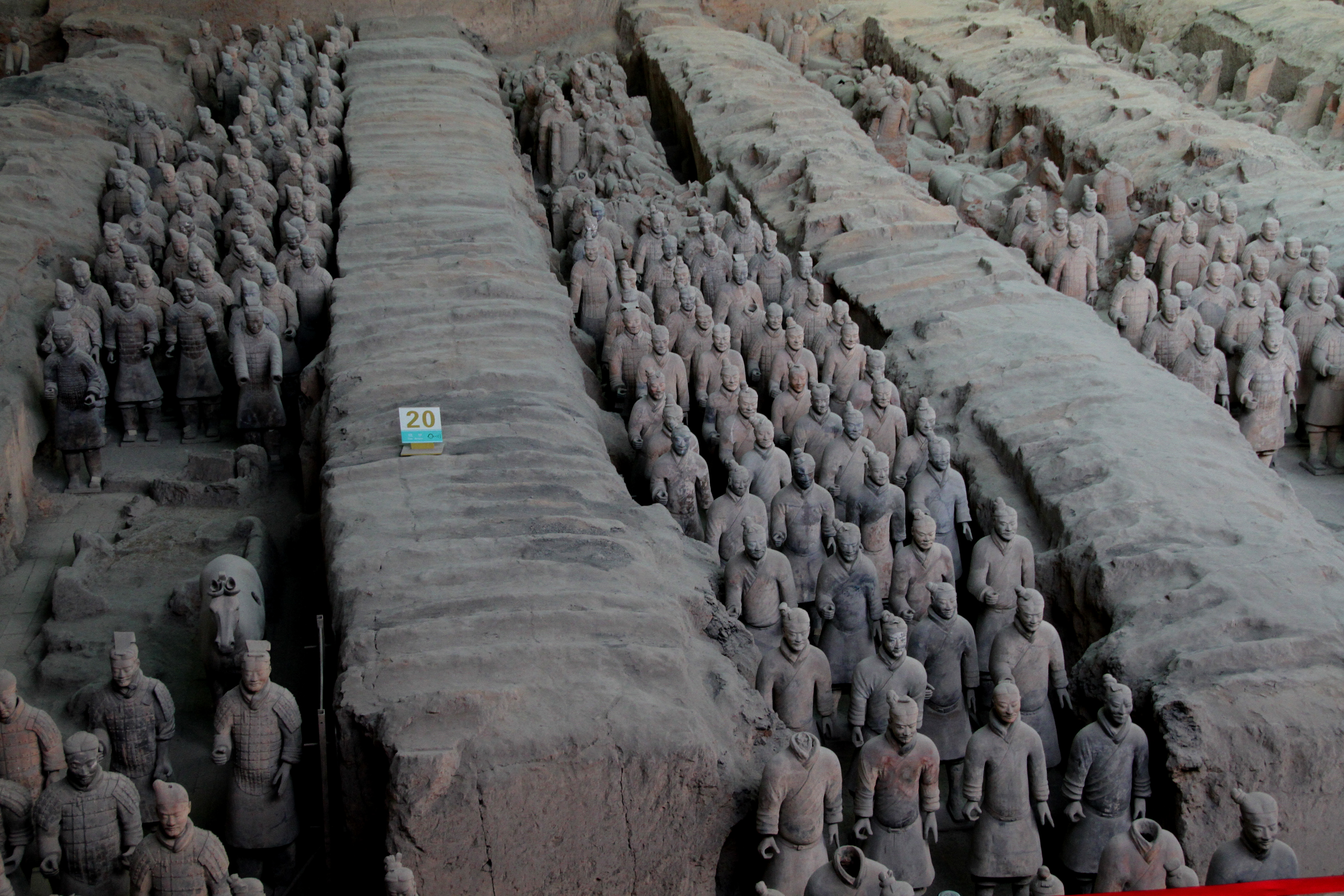
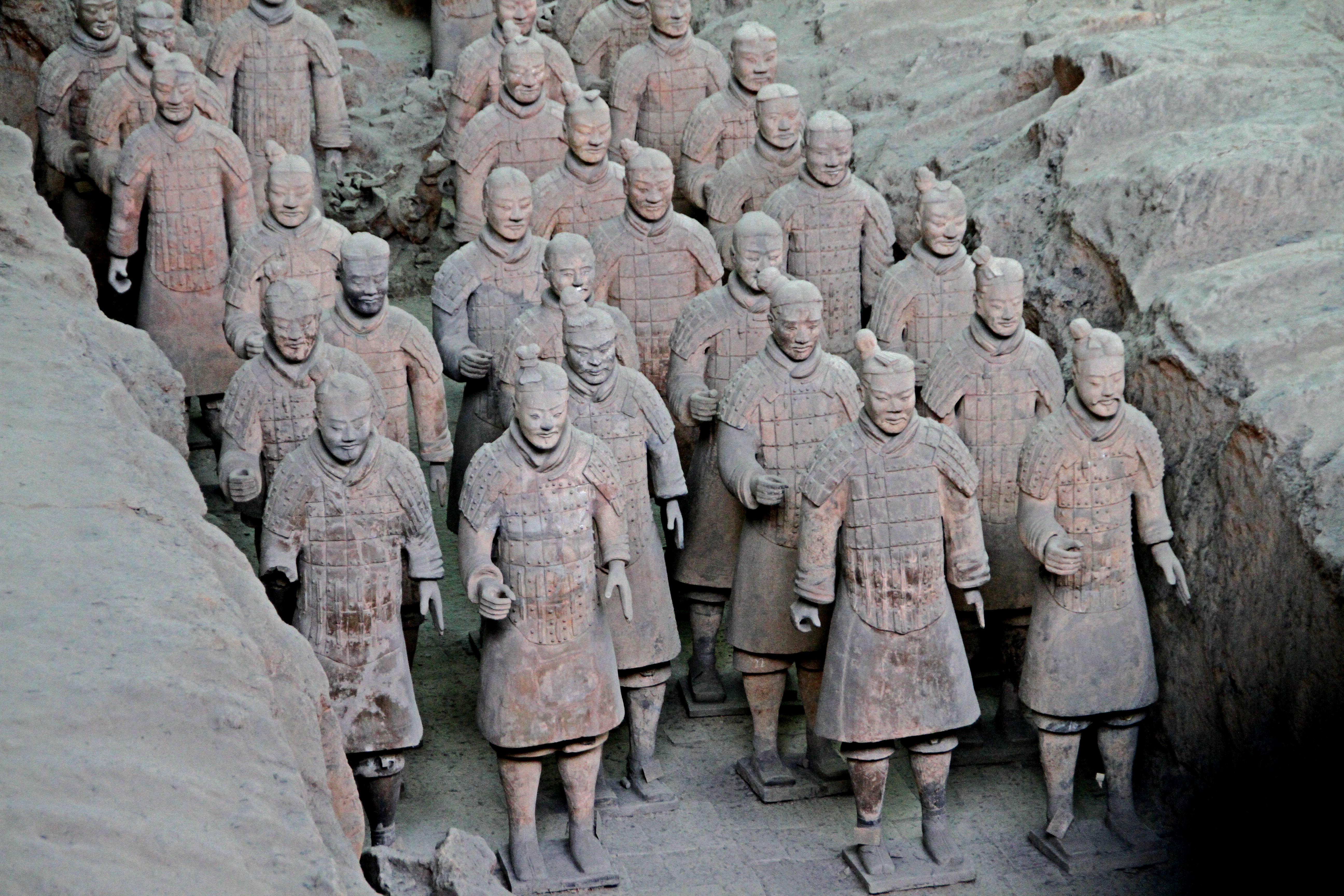
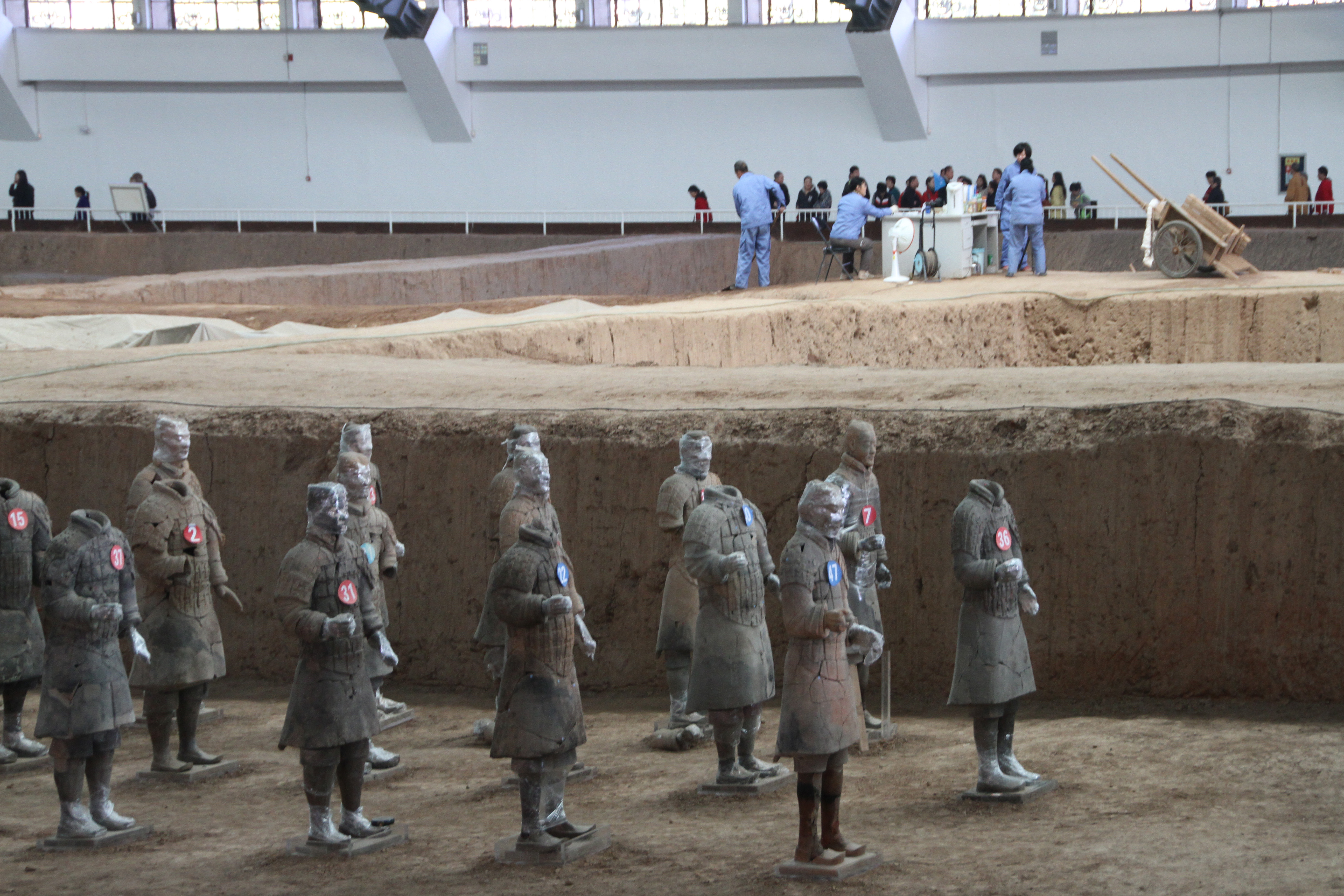
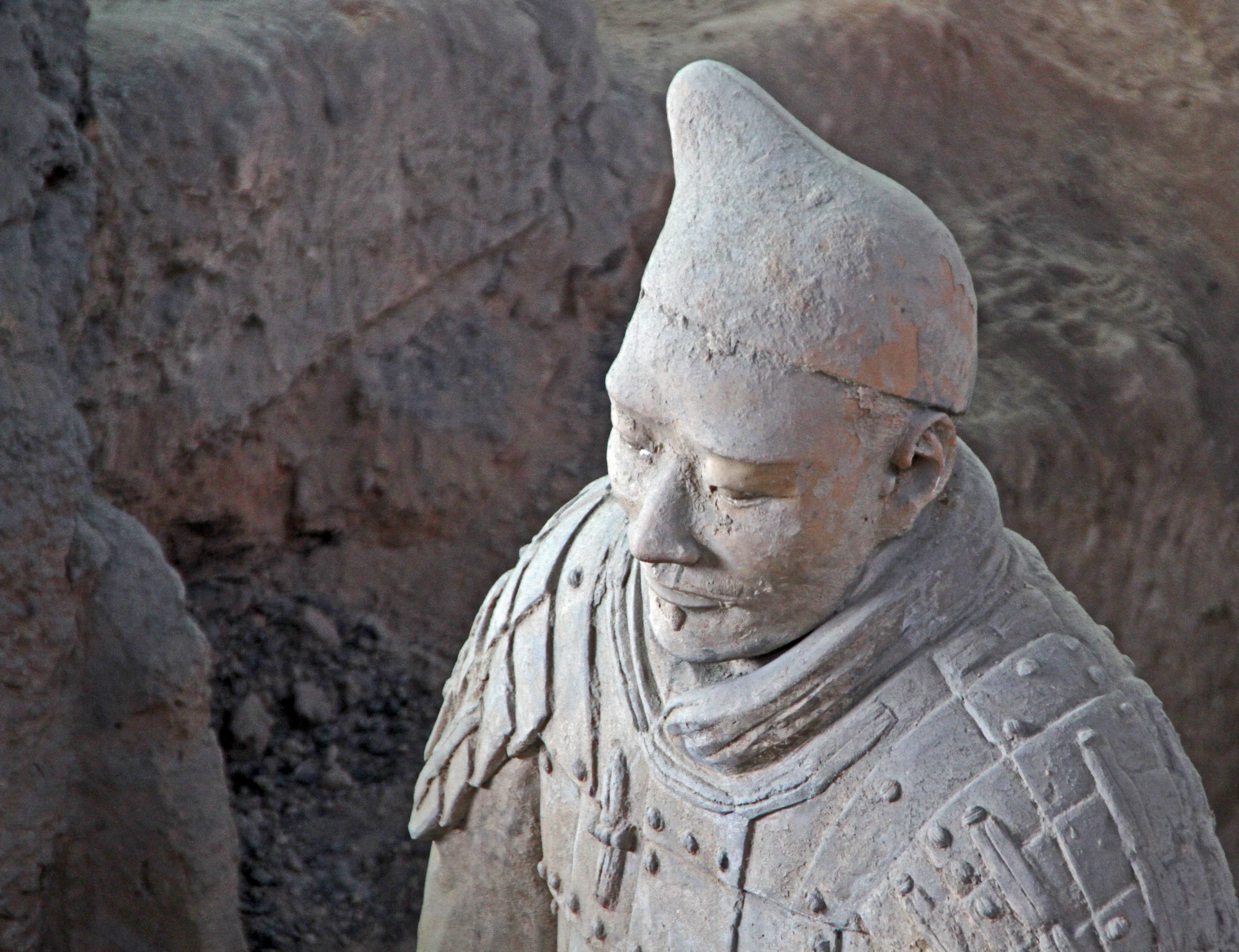
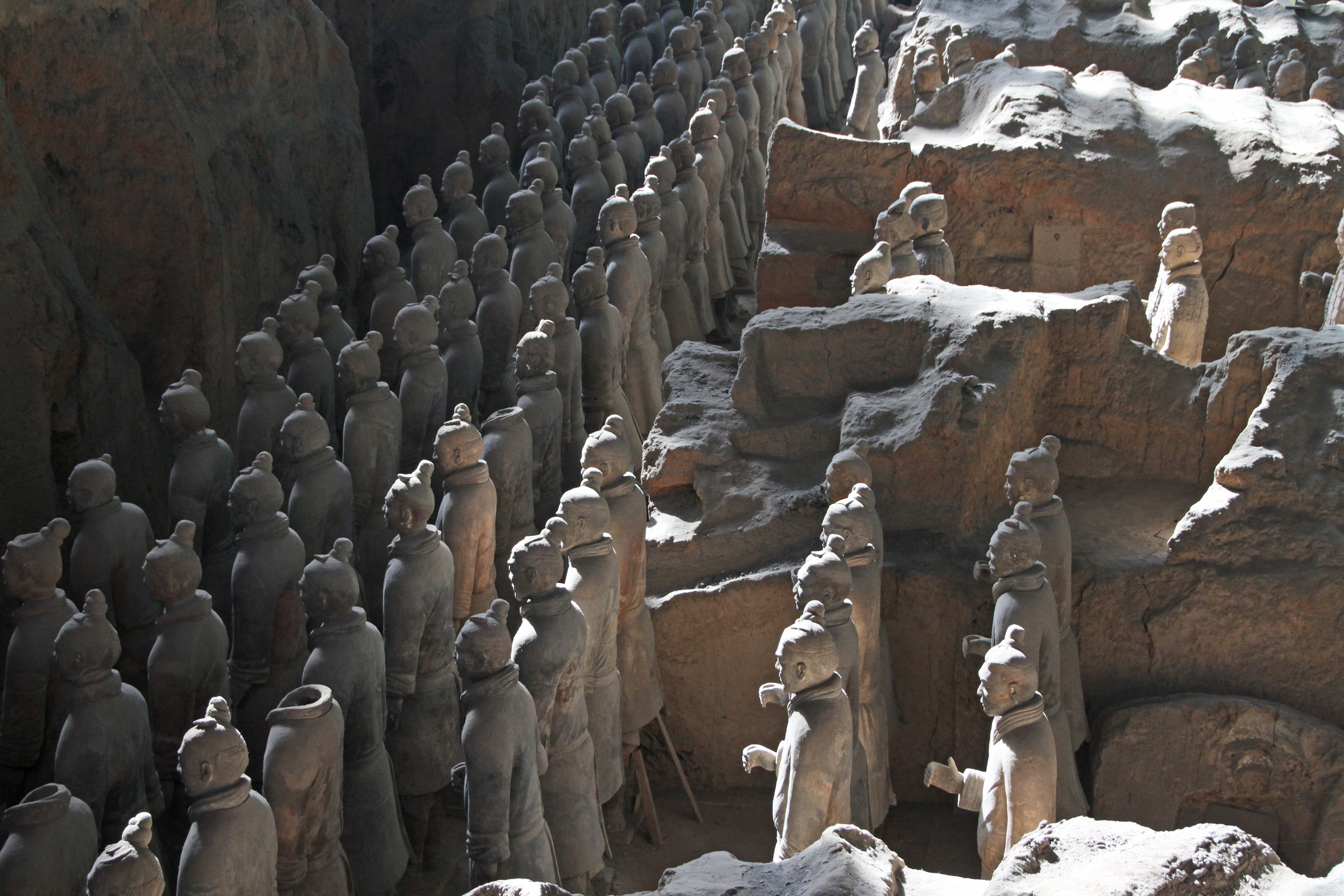
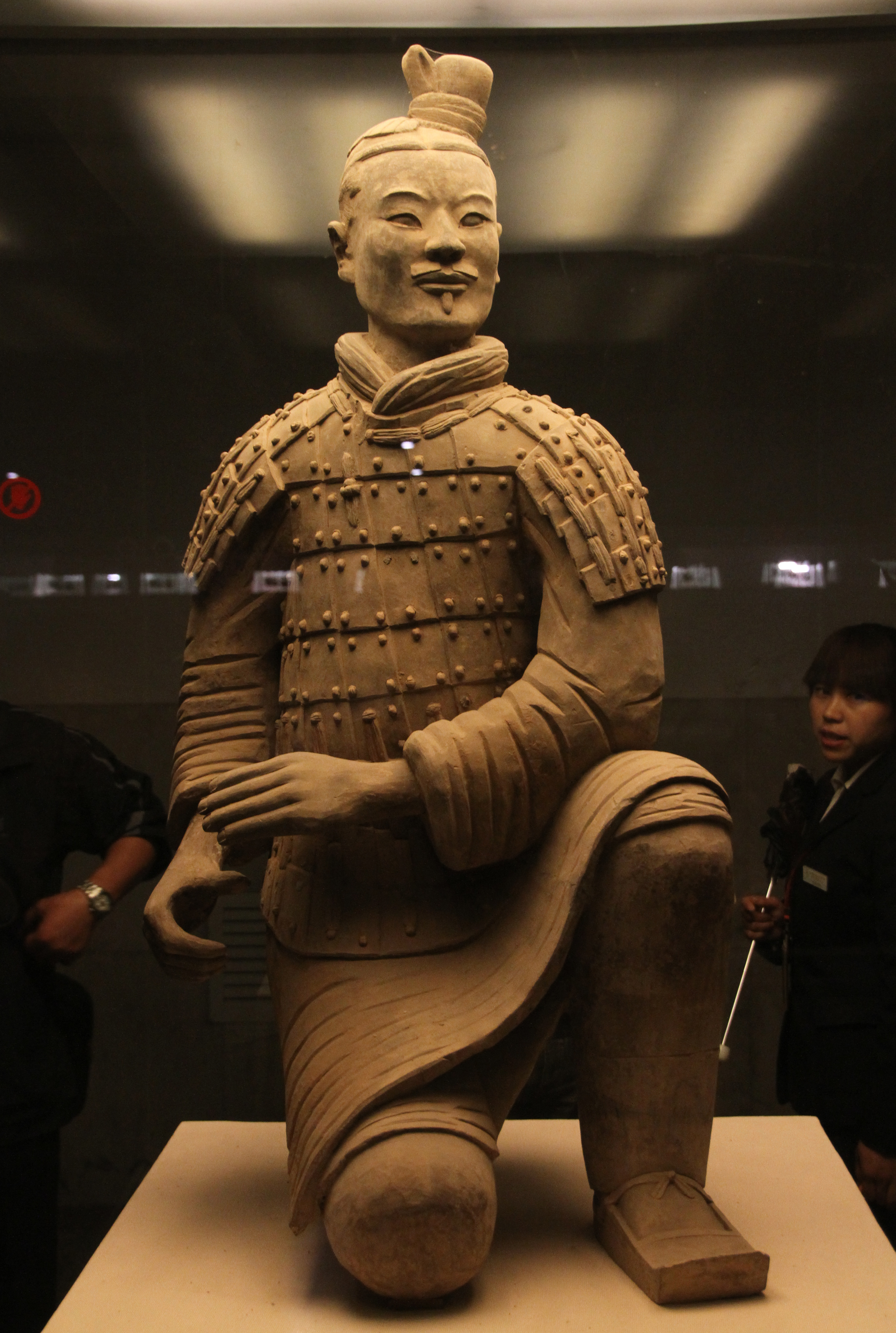
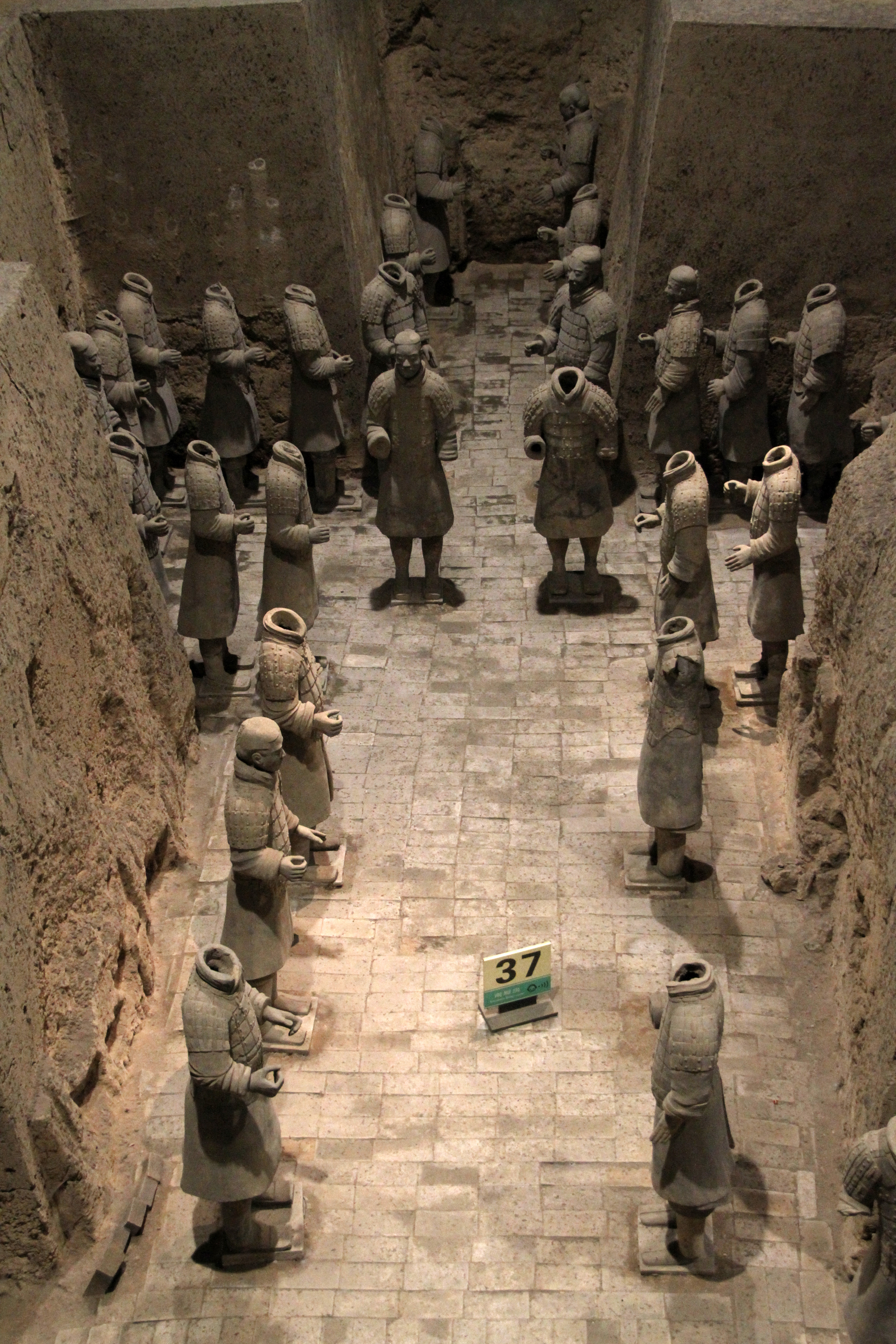
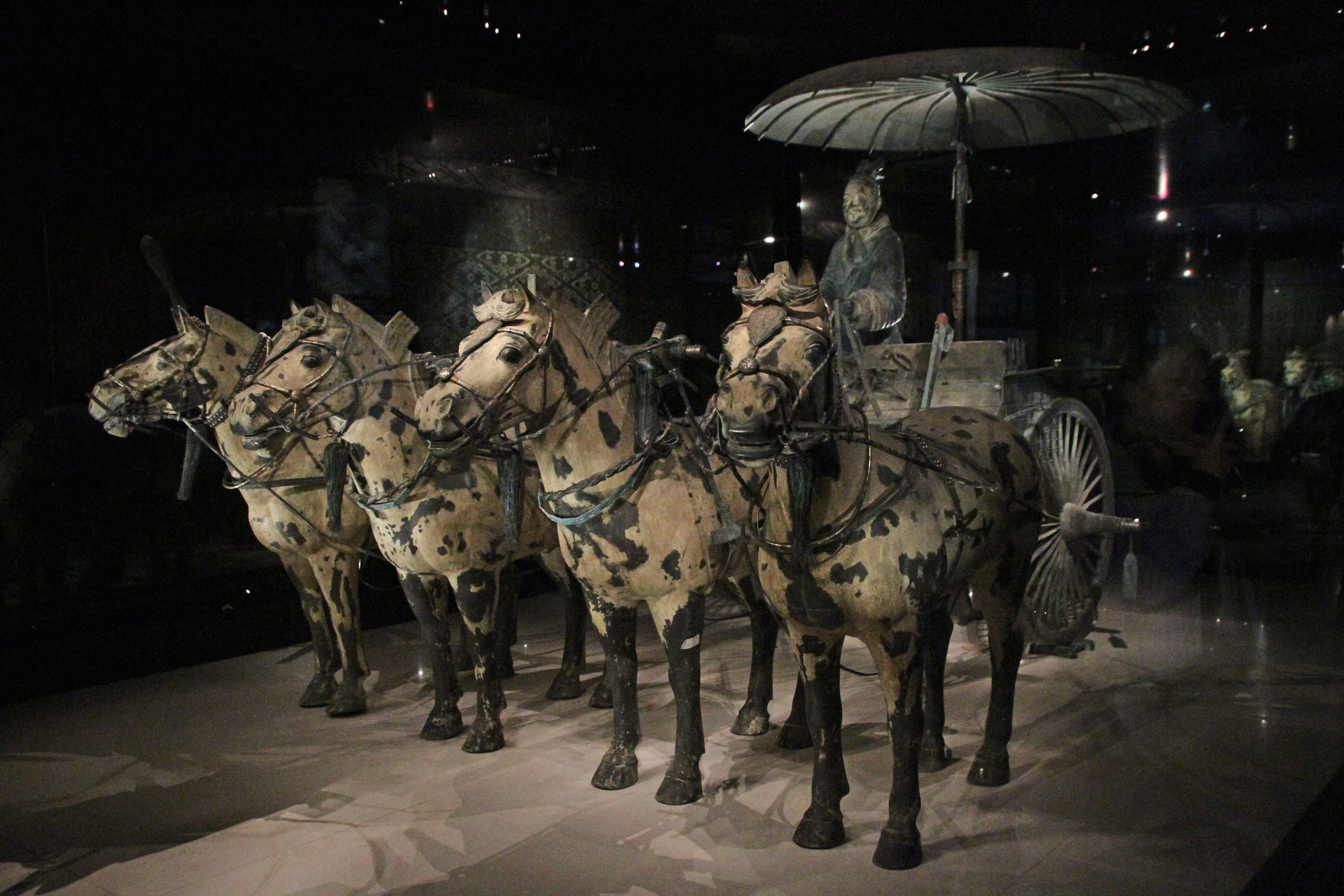

### Fonti
- Sima Qian (I secolo a.C.), Shiji

### Studi
- Elisseeff, Danielle (2008), Art et archéologie: la Chine du néolithique à la fin des Cinq Dynasties (960 de notre ère), Parigi, École du Louvre, ISBN 978-2-7118-5269-7.
- Pisu, Renata, I Soldati dell'imperatore Qin Shi Huang: la più grande scoperta archeologica del nostro secolo, 1985.
- Portal, Jane [a cura di] (2007), The First Emperor: China's Terracotta Army, Atlanta, High Museum of Art, ISBN 978-1-932543-26-1.
- Zhongli, Zhang (1997), Une des plus importantes découvertes du XXe siècle: Les guerriers et les chevaux en terre cuite des Qin, Beijing, Éditions de la Chine populaire, ISBN 7-80065-592-X.